# パンブリエ

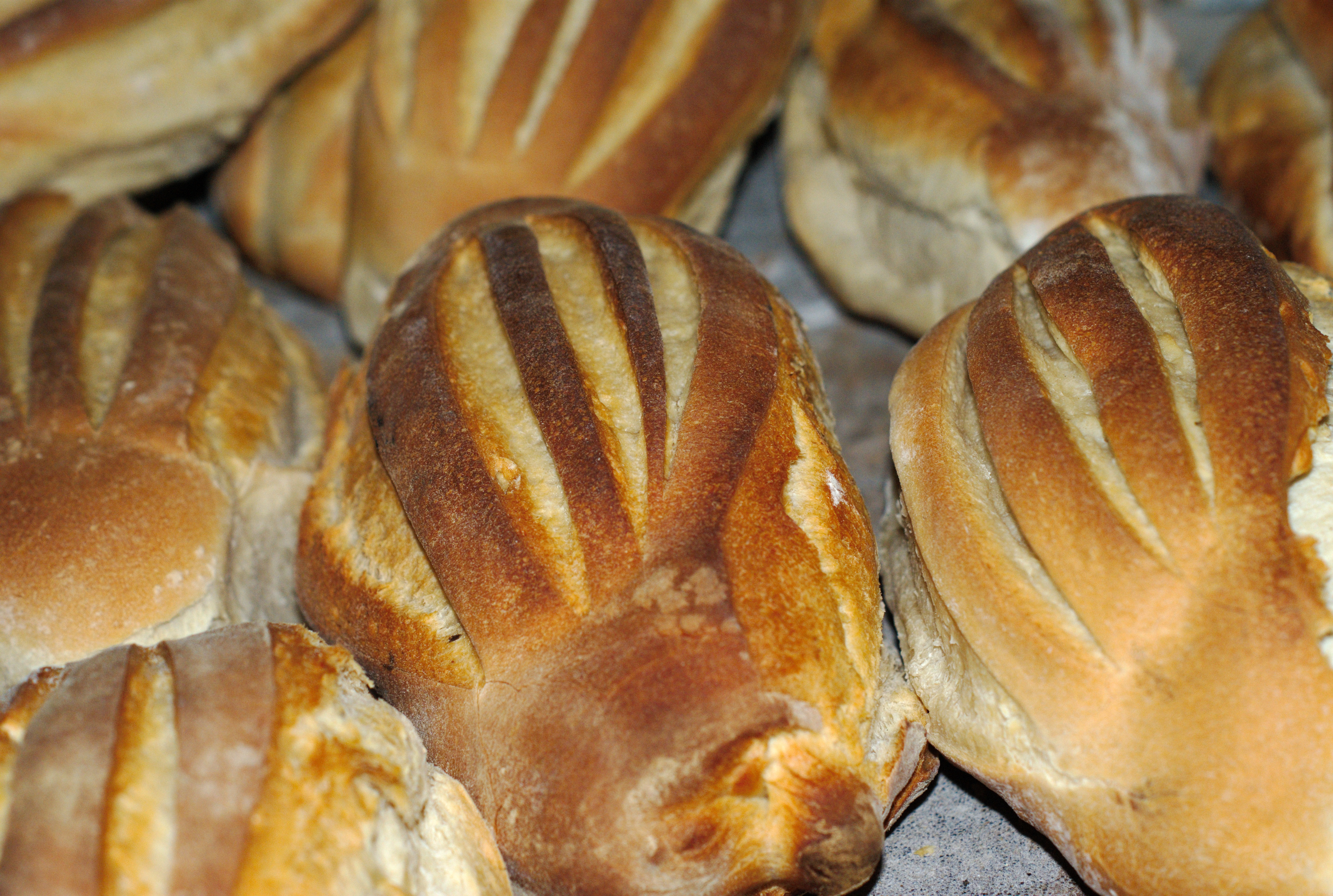
フランスパンのパンブリエ

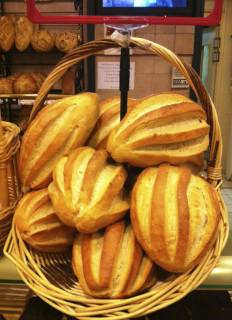
かごに入ったパンブリエ

パンブリエ（ フランス語: Pain brié）は、フランス・ノルマンディー地方の伝統的なパンである。「ブリエ」は「捏ねる」を意味する古ノルマン語の動詞「Brier」に由来する。
このパンの準備には、長くこねる期間と生地を叩いて締め、パン粉がよく締まったパンを作る。焼き上がると「うり坊」のような縞が見える。水分が少ないので、以前は漁師や船乗りが長い期間携行したパンであった。

## 参照項目
- フランスパン